# Algolsheim
Algolsheim é uma comuna francesa na região administrativa de Grande Leste, no departamento Alto Reno. Estende-se por uma área de 7,22 km². Em 2010 a comuna tinha 1 145 habitantes (densidade: 158,6 hab./km²).